# Виборчий округ 28
Виборчий округ 28 — виборчий округ в Дніпропетровській області. В сучасному вигляді був утворений 28 квітня 2012 постановою ЦВК №82 (до цього моменту існувала інша система виборчих округів). Окружна виборча комісія цього округу розташовується в Дніпропетровському індустріальному коледжі за адресою м. Дніпро, просп. Сергія Нігояна, 55.
До складу округу входять Новокодацький район та частина Нижньодніпровського району (територія між Кайдацьким мостом і вулицею Зиновія Матли та квартали прилеглі до вулиці Детальбудівської) міста Дніпро. Виборчий округ 28 межує з округом 25 на сході, з округом 30 на заході та з округом 29 з усіх інших сторін. Виборчий округ №28 складається з виборчих дільниць під номерами 121059-121062 та 121371-121443.

## Народні депутати від округу
| Ім'я                        | Фото | Партія               | Скликання | Дата набуття повноважень | Дата припинення повноважень |
| --------------------------- | ---- | -------------------- | --------- | ------------------------ | --------------------------- |
| Морозенко Євгеній Вадимович |      | Партія регіонів      | 7-ме      | 12 грудня 2012           | 27 листопада 2014           |
| Куліченко Іван Іванович     |      | Блок Петра Порошенка | 8-ме      | 27 листопада 2014        | 29 серпня 2019              |
| Мисягін Юрій Михайлович     |      | Слуга народу         | 9-те      | 29 серпня 2019           |                             |

## Результати виборів

### Парламентські

#### 2019
Кандидати-мажоритарники:
- Мисягін Юрій Михайлович (Слуга народу)
- Чорний Валерій Іванович (Опозиційна платформа — За життя)
- Куліченко Іван Іванович (самовисування)
- Начар'ян Наталія Олександрівна (Опозиційний блок)
- Козар Володимир Васильович (Батьківщина)
- Лампіка Тетяна Вікторівна (самовисування)
- Поляруш Євген Валерійович (самовисування)
- Більцан Костянтин Миколайович (Патріот)

#### 2014
Кандидати-мажоритарники:
- Куліченко Іван Іванович (Блок Петра Порошенка)
- Морозенко Євгеній Вадимович (самовисування)
- Яцук Владислав Миколайович (Заступ)
- Козлов Юрій Романович (Батьківщина)
- Коваленко Анатолій Миколайович (самовисування)
- Колесніков Олексій Володимирович (Радикальна партія)
- Суханов Сергій Анатолійович (Сильна Україна)
- Збарська Катерина Юріївна (Громадська сила)
- Швачко Андрій Валерійович (Комуністична партія України)
- Кожушко Микола Миколайович (самовисування)
- Аббасов Заур Джаваншир огли (самовисування)

#### 2012
Кандидати-мажоритарники:
- Морозенко Євгеній Вадимович (Партія регіонів)
- Галілей Анатолій Степанович (Свобода)
- Шинкаренко Ігор Петрович (УДАР)
- Шинкаренко Наталія Володимирівна (Комуністична партія України)
- Чукмасов Сергій Олександрович (самовисування)
- Табурянський Леопольд Іванович (самовисування)
- Колесников Денис Вікторович (самовисування)
- Тигов Олександр Олександрович (Україна — Вперед!)
- Величко Катерина Олександрівна (самовисування)
- Завротська Тетяна Вікторівна (самовисування)
- Шендрик Анатолій Миколайович (самовисування)
- Терешко Руслан Ігоревич (самовисування)
- Макаров Владислав Леонідович (Патріотична партія України)
- Петров Вадим Григорович (самовисування)
- Осташ Євген Дмитрович (Нова політика)
- Средняк Валерій Якович (самовисування)

## Явка
Явка виборців на окрузі: